# 维维·瓦伊尼卡
维维·瓦伊尼卡（芬蘭語：Viivi Vainikka，2001年12月23日—），芬兰女子冰球运动员，场上位置是前锋。她曾代表芬兰参加2022年冬季奥林匹克运动会冰球比赛，获得一枚铜牌。